# Kerri Chandler
Kerri 'Kaoz' Chandler (East Orange, 18 september 1969) is een Amerikaanse producer van deephouse. Een bekende plaat is het nummer Bar-a-thym uit 2005. Chandler werkt veel samen met producers als Jerome Sydenham en Dennis Ferrer. Hij maakte remixes voor artiesten als Anastacia, Femi Kuti, DJ Gregory en Ian Pooley. 

## Biografie
Chandler is afkomstig uit New Jersey en groeide op in en muzikale familie van jazzmuzikanten. Zijn vader was actief als dj. Zodoende kwam ook Kerri Chandler tijdens zijn tienerjaren achter de draaitafels te staan in de lokale clubs. Gedurende de jaren begon hij ook zelf platen te maken. Zo richtte hij in 1989 zijn label Express records op, waarop de ep Super Lover verscheen. In 1990 kreeg hij een deal bij Atlantic Records, waar het nummer SuperLover/Get It Off verscheen. Als remixer maakte hij in die jaren remixes voor bekende platen zoals Anthem van N-Joi en Strike It Up van Black Box. Hij richtte in 1992 samen met rapper Chino XL de formatie Art Of Origin op waarmee twee singles werden gemaakt. Deze formatie werd in 1994 echter ontbonden wegens muzikale meningsverschillen. Rond dezelfde tijd verschenen er enkele ep's zoals de Panic EP (1992) de Atmosphere EP (1993) en de Ionosphere EP (1994). 
In 1996 verscheen Hemispheres als debuutalbum. Deze verscheen enkel op vinyl. Twee jaar later vescheen Kaoz Theory - The Essential Kerri Chandler (1998) waarop een grote hoeveelheid tracks en remixes aan elkaar gemixt werden. Vanaf 1998 werkte Kerri Chandler intensief samen met Jerome Sydenham, waarmee hij het album Saturday (2001) opnam. Tegelijkertijd werkte hij ook enkele malen samen met Dennis Ferrer. Samen maakten ze als Sfere het vinylalbum First Steps (1999) en als UFP het nummer Zeularaé (2001), waarop werd samengewerkt met jazzmuzikant Roy Ayers. Het album Trionisphere (The Album) (2003) verscheen wel op cd. De platen van Kerri Chandler bereikten tot dan toe een vrij beperkt publiek. Maar in de zomer van 2005 wist hij een wereldwijde clubhit te scoren met Bar-a-thym. Een verrassend uitstapje is het album Computer Games, waarop hij muziek uitbrengt die gebaseerd is op computergames.
Kerri Chandler treedt soms ook als zanger op in eigen nummers maar ook in nummers van anderen. Hiervoor gebruikt hij het anagram Erik Landcher.

## Selectieve discografie

### Albums
- Hemispheres (1996)
- Kaoz Theory - The Essential Kerri Chandler (1998)
- Sfere - First steps (1999)
- Kerri Chandler & Jerome Sydenham - Saturday (2001)
- Trionisphere (The Album) (2003)
- Computer Games (2008)

### Singles/ep's
- Super Lover (1989)
- SuperLover/Get It Off (1990)
- Teulé - Drink on me (1990)
- Panic EP (1992)
- Art of Origin -  Art Of Origin - No Slow Rollin' (1992)
- Gate-Ah - The Shelter (1992)
- Atmosphere EP (1993)
- Tears of Velva - The Way I Feel (1993)
- Stratosphere - Stratosphere EP (1994)
- Ionosphere EP (1994)
- Raw Grooves EP (1995)
- Finger Printz EP (1995)
- The Mood EP (1998)
- Love Will Find A Way (1998)
- Saudacão Aos Orixás - Orixás (1999)
- The World Is Yours (1999)
- Digitalsoul (1999)
- Atmospheric Beats (2000)
- UFP ft. Roy Ayers - Zeularaé (2001)
- Brooklyn (2001)
- Street Musiq (2003)
- The Other Thing For Linda (2004)
- Bar-a-thym (2005)
- Return to acid (2005)
- In The Morning (2006)
- The June 23 EP (2006)
- Oblivion (2006)
- A Night With Dick - The Dick Dickler EP (2007)
- You Can't Lie (2009)
- Ozone EP (2011)
- Intermezzo EP (2011)
- The Watergate Files (2014)
- Sunday Sunlight (2014)